# Мануел Аканџи
Мануел Обафеми Аканџи (њем. Manuel Obafemi Akanji; Визенданген, 19. јули 1995) професионални је швајцарски фудбалер који тренутно игра у енглеској Премијер лиги за Манчестер Сити и репрезентацију Швајцарске на позицији штопера.

## Највећи успеси

### Клупски
Базел
- Суперлига Швајцарске (2) : 2015/16, 2016/17.
- Куп Швајцарске (1) : 2016/17.

Борусија Дортмунд
- Куп Њемачке (1) : 2020/21.
- Суперкуп Њемачке (1) : 2019.

Манчестер Сити
- Премијер лига (2) : 2022/23, 2023/24.
- ФА куп (1) : 2022/23.
- ФА Комјунити шилд (1) : 2024.
- УЕФА Лига шампиона (1) : 2022/23.
- УЕФА суперкуп (1) : 2023.
- Светско клупско првенство (1) : 2023.